# Пиловий казан

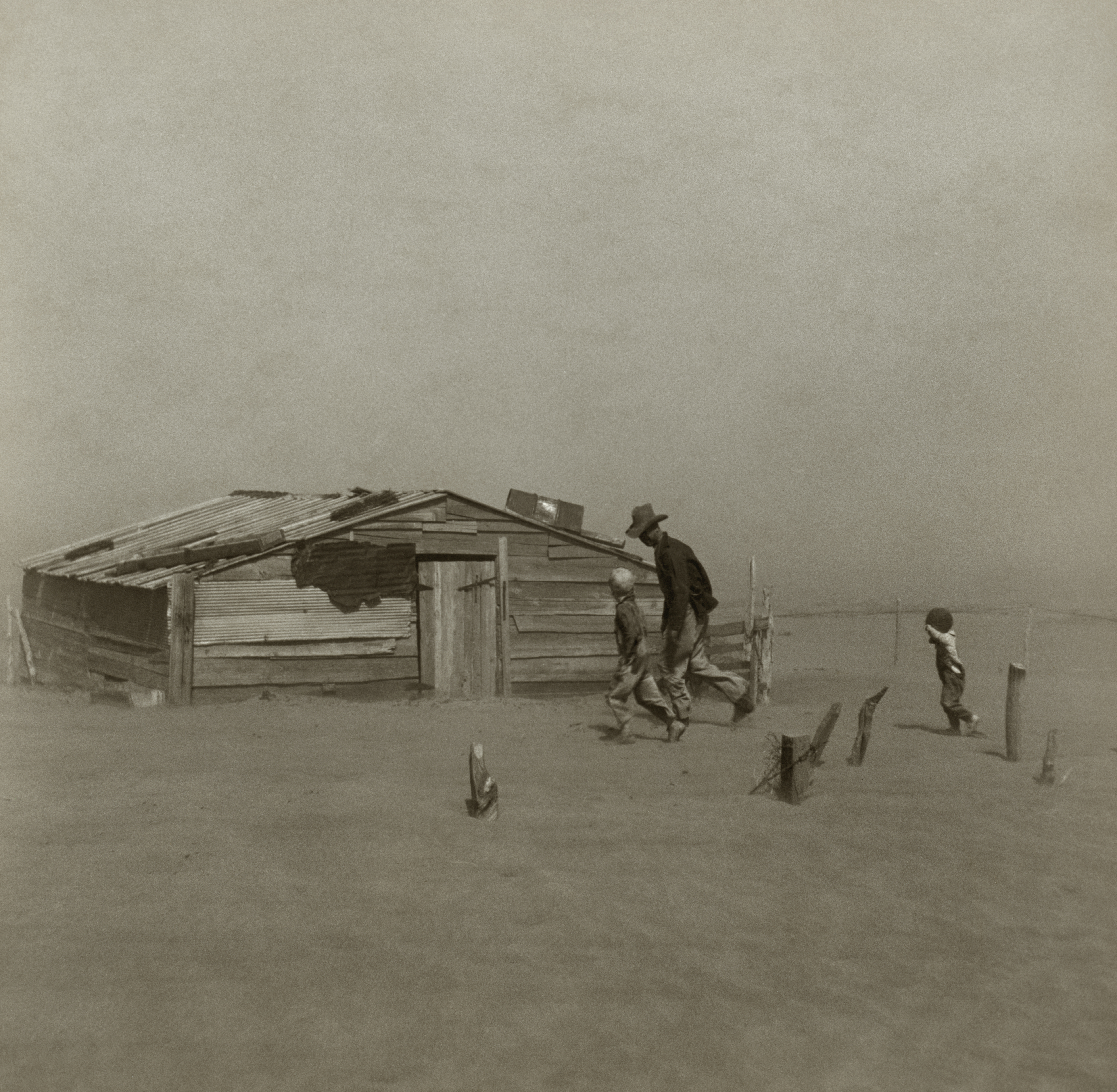
Фермер і двоє його синів під час пилової бурі в окрузі Сімаррон (Оклахома), 1936 рік, фото: Артур Ротштейн

Пиловий казан, також відомий як брудні тридцяті — період сильних пилових бур у 1930-х роках, що завдали серйозної шкоди екології та сільському господарству США і канадських прерій. Це явище було викликане суворими посухами і нездатністю застосувати методи богарного землеробства для запобігання вітровій ерозії (еолові процеси). Посуха прийшла в три хвилі, 1934, 1936, і 1939—1940 роки, але в деяких регіонах високих рівнин тривала впродовж цілих восьми років. Протягом попередніх десяти років, недостатньо розуміючи екологію рівнин, фермери проводили екстенсивну глибоку оранку цілинного поверхневого шару ґрунту на Великих рівнинах. Це знищувало місцеві, глибоко вкорінені трави, які зазвичай зберігають цілісність ґрунту і утримують вологу навіть у періоди посухи і сильних вітрів. Швидка механізація сільськогосподарської техніки, особливо поява маленьких бензинових тракторів, і широке використання зернозбиральних комбайнів, сприяли рішенню фермерів перетворювати посушливі пасовища (багато з яких отримували не більш як 250 мм опадів на рік) в оброблювані орні землі.
Під час посухи 1930-х років незакріплений травами ґрунт перетворювався на пил, що зносився сильними вітрами у величезні хмари, від яких іноді чорніло небо. Ці задушливі вали пилу, які дістали назву «чорних хуртовин» або «чорних бурунів» — перетинали країну, досягаючи східного узбережжя і вражаючи такі міста, як Нью-Йорк і Вашингтон. Вони часто погіршували видимість на рівнині до 1 метра або й менше. Репортер Ассошіейтед Прес Роберт Е. Гейгер саме перебував у Бойзі-Сіті (штат Оклахома) і застав там чорну хуртовину 14 квітня 1935 року, яка дістала назву «Чорна неділя». Термін «пиловий казан» придумав Едвард Стенлі, який працював у Канзас-Сіті редактором новин для «Ассошіейтед Прес», коли переписував повідомлення саме Роберта Е. Гейгера. Спочатку термін «пиловий казан» означав географічну зону вражену пилом, але нині його зазвичай вживають для позначення подій, наприклад, «це було під час Пилового казана».
Посухи й ерозії Пилового казана вразили 400 000 км2, центр яких припав на виступи Техасу і Оклахоми, а краї торкнулися сусідніх ділянок Нью-Мексико, Колорадо і Канзасу.
Пиловий казан змусив десятки тисяч родин покинути свої господарства. Багато з цих сімей, яких часто називали «Оками», тому що багато з них прибули з Оклахома-Сіті, мігрували до Каліфорнії та інших штатів, лише щоб дізнатися, що Велика депресія зробила економічні умови там ненабагато кращими, ніж ті, які вони покинули.
Пиловий казан став предметом багатьох творів культури, зокрема, роману Грона гніву (1939) Джона Стейнбека, фолк-музики Вуді Гатрі, і фотографій, що зображують умови мігрантів, Доротеї Ланж.

## Географічна характеристика й рання історія

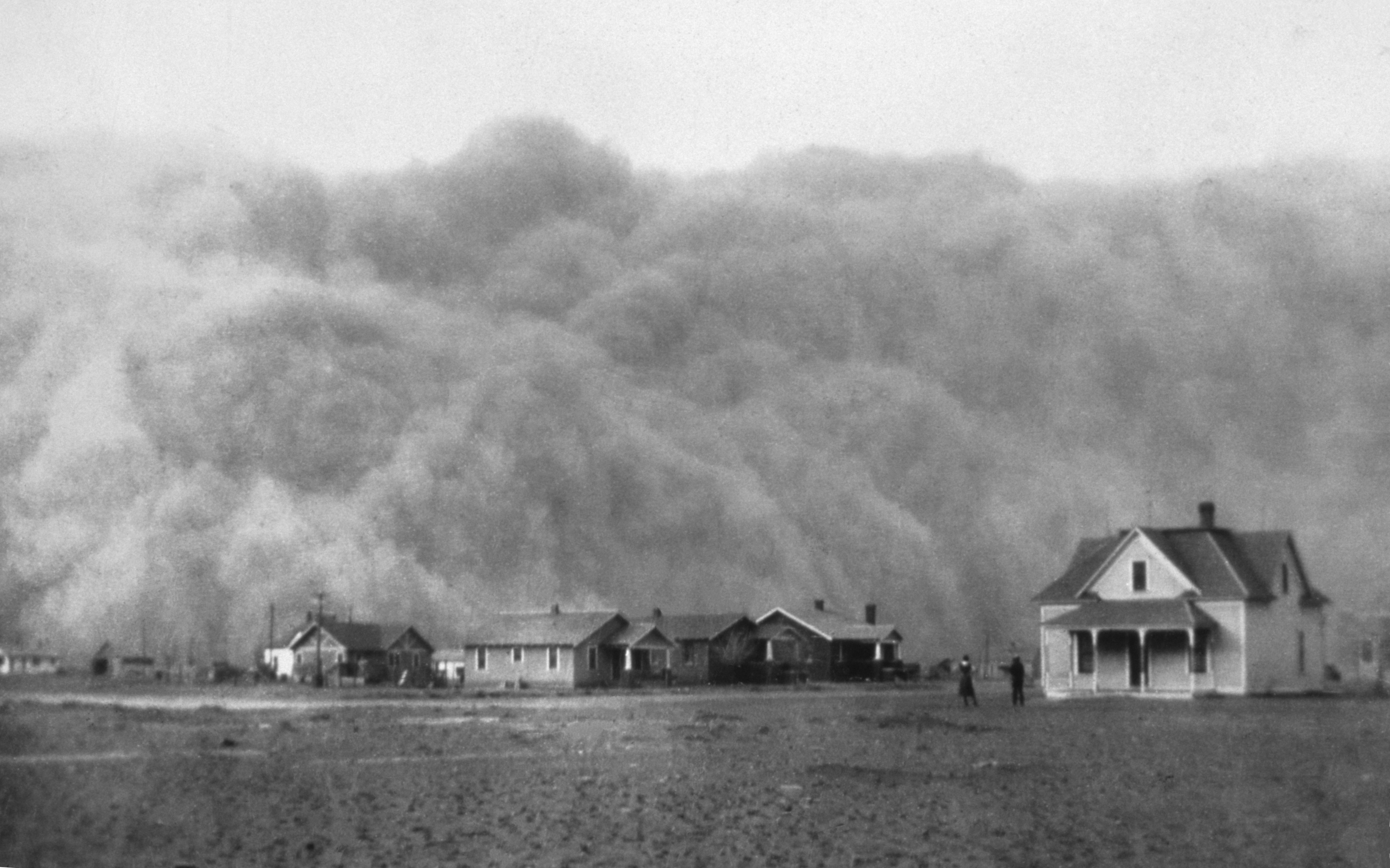
Пилова буря наближається до Стратфорда (штат Техас), 1935 рік.

Зона Пилового казана лежить переважно на захід від 100-го меридіану, на Високих рівнинах, і характеризується рівнинами, які змінюються від пагорбистих на півночі до пласких у Льяно-Естакадо. Висота коливається від 760 м на сході до 1 800 м біля підніжжя Скелястих гір. Місцевість напівпустельна, з кількістю опадів менше як 510 мм на рік. Цей дощовий режим підтримує біому низькотрав'яної прерії, яка від початку була в цій зоні. Цей регіон також схильний до тривалих посух, що чергуються з періодами незвичайної вологості такої ж тривалості. У вологі роки багаті ґрунти забезпечують достаток виробництва сільгосппродукції, але в посушливі роки трапляються неврожаї. В регіоні також дують сильні вітри. Під час раннього європейського і американського освоєння Великих рівнин цей регіон вважали непридатним для європейського стилю сільського господарства; дослідники називали його Великою американською пустелею. Відсутність поверхневих вод і деревини робила регіон менш привабливим для поселення першопрохідців і сільського господарства, ніж інші місця.
Федеральний уряд заохочував заселення і освоєння рівнини під сільське господарство, прийнявши Акт про гомстеди 1862 року, в якому пропонував поселенцям ділянки по 65 га. Після завершення Громадянської війни у 1865 році й будівництва Першої трансконтинентальної залізниці в 1869 році, хвилі нових мігрантів та іммігрантів досягли Великих рівнин, і ці переселенці значно збільшили посівні площі. Незвично вологий період на Великих рівнинах ввів поселенців і уряд в оману, що «дощ йде за плугом» (популярна фраза серед агентів з нерухомості) і що клімат регіону змінився назавжди. Спочатку характер сільського господарства полягав переважно в розведення великої рогатої худоби, але такі фактори як: несприятливий вплив суворих зим на худобу, починаючи з 1886 року, коротка посуха 1890 року, і загальний перевипас лугів, примусили багатьох землевласників збільшити кількість земель під ріллю.
Визнавши проблемною обробку маргінальних посушливих земель, уряд Сполучених Штатів розширив площу земельних наділів із 65 га, яку вони виділяли Актом про гомстеди, до 260 га для фермерів у Західній Небрасці за Актом Кінкед (1904), і 130 га в інших частинах великих рівнин за розширеним актом про гомстеди (1909). На початку 20-го століття на рівнини прибуло кілька хвиль європейських мігрантів. Повернення незвично вологої погоди, здавалося б, підтвердило раніше поширену думку, що «колишній» напівпосушливий регіон може підтримати широкомасштабне сільське господарство. Водночас, технологічні удосконалення, такі як механізована оранка та механізоване збирання врожаю, давали змогу обробляти великі угіддя без високих трудовитрат.
Сукупні руйнівні наслідки Російської революції 1917 та Першої світової війни, які скоротили постачання пшениці та інших сільськогосподарських культур, збільшили ціни на сільськогосподарську продукцію; — цей попит спонукав фермерів різко збільшити площу посіву. Наприклад, у Льяно-Естакадо (східний Нью-Мексико) і північно-західному Техасі площа сільгоспугідь подвоїлась за період між 1900 і 1920 роками, потім знову потроїлась між 1925 і 1930. Методи ведення сільського господарства, які застосовували фермери в цей період, створили умови для масштабної ерозії за певних умов навколишнього середовища. Загальнопоширений обробіток земельної ділянки шляхом глибокої оранки та інші методи підготовки ґрунту знищували місцеві трави, глибокі корені яких сприяли цілісності ґрунту і допомагали утримувати вологу в посушливі періоди. Крім того, фермери, які вирощували бавовну, залишали поля голими на зиму, коли вітер у Високих рівнинах найсильніший, і спалювали стерню як засіб боротьби з бур'янами до посадки, тим самим залишаючи ґрунт без органічних поживних речовин і поверхневої рослинності.

## Посухи і пилові бурі

Пилова буря; Спірмен, Техас, 14 квітня 1935

Після періоду досить сприятливих кліматичних умов у 1920-их роках, з рясними опадами і відносно помірними зимами, які дозволили розширити поселення та площу посіву на Великих рівнинах, влітку 1930 року регіон увійшов у незвично сухий період. Протягом наступного десятиліття північні рівнини пережили чотири зі своїх семи найсухіших календарних років починаючи з 1895 року, Канзас - чотири з дванадцяти найсухіших, і загалом регіон на південь від Західного Техасу не бачив періодів, коли опади були вище норми, аж до рекордних дощів 1941 року. Коли сильна посуха вразила регіон Великих рівнин у 1930-х роках, це призвело до ерозії і втрати верхнього шару ґрунту, через тогочасну практику вирощування рослин. Посуха висушила верхній шар ґрунту і з часом він став пухким, перетворився на порошок у деяких місцях. Через відсутність місцевих трав, які раніше утримували ґрунт, сильні вітри піднімали його верхній шар і створювали масивні пилові бурі, якими був позначений період Пилового казана. Постійна посуха знищувала посіви, залишаючи зорані поля голими, а отже беззахисними перед вітровою ерозією. Тонкий шар ґрунту Великих рівнин легко руйнувався і відносився на схід сильними континентальними вітрами.
11 листопада 1933 року дуже сильна пилова буря здерла верхній шар ґрунту з висохлої смуги в Південній Дакоті; й це була лише одна із низки суворих пилових бур того року. Сильна дводенна пилова буря, яка розпочалася 9 травня 1934 року зняла величезну кількість верхнього шару ґрунту Великих рівнин і стала однією з найстрашніших таких пилових бур. Хмари пилу здолали всю відстань до Чикаго, де осіло 12 мільйонів фунтів пилу. Два дні потому той самий шторм дістався низки міст на сході, таких як Клівленд, Баффало, Бостон, Нью-Йорк, Вашингтон. Тієї зими (1934—1935) у Новій Англії випав червоний сніг.
14 квітня 1935 року, у день, відомий як «Чорна неділя», 20 з найгірших «чорних хуртовин» відбулися на всьому просторі Великих рівнин, від Канади на південь до Техасу. Пилові бурі завдали значної шкоди і перетворили день у ніч; свідки повідомляли, що часом вони не бачили нічого за півтора метра перед собою. Денверський репортер Ассошіейтед прес Роберт Е. Гейгер зробив репортаж про те, що сталося в Бойзі-Сіті того дня. Його розповідь про «чорну неділю» зафіксувала першу появу терміна пиловий казан; його придумав Едвард Стенлі, редактор новин Ассошіейтед Прес із Канзас-Сіті, переписуючи репортаж Гейгера.
Велика частина угідь зазнала ерозії внаслідок Пилового казана. 1941 року сільськогосподарська дослідна станція Канзасу випустила бюлетень, у якому запропонувала відновити місцеві трави, застосувавши «hay method». Цей метод розробили 1937 року, щоб прискорити процес відновлення пасовищ і підвищити їхню віддачу. За початковими задумами, в Канзасі цей процес мав відбуватися природним шляхом за 25-40 років. Ретельний аналіз даних показав, що причинно-наслідковий механізм посух може бути пов'язаний з температурними аномаліями океану. Зокрема, поверхнева температура Атлантичного океану, схоже, непрямо вплинула на загальну циркуляцію атмосфери, тоді як температура поверхні Тихого океану, здається, вплинула безпосередньо.

## Людська міграція
Ця катастрофа посилила економічні наслідки Великої Депресії в регіоні.

### США

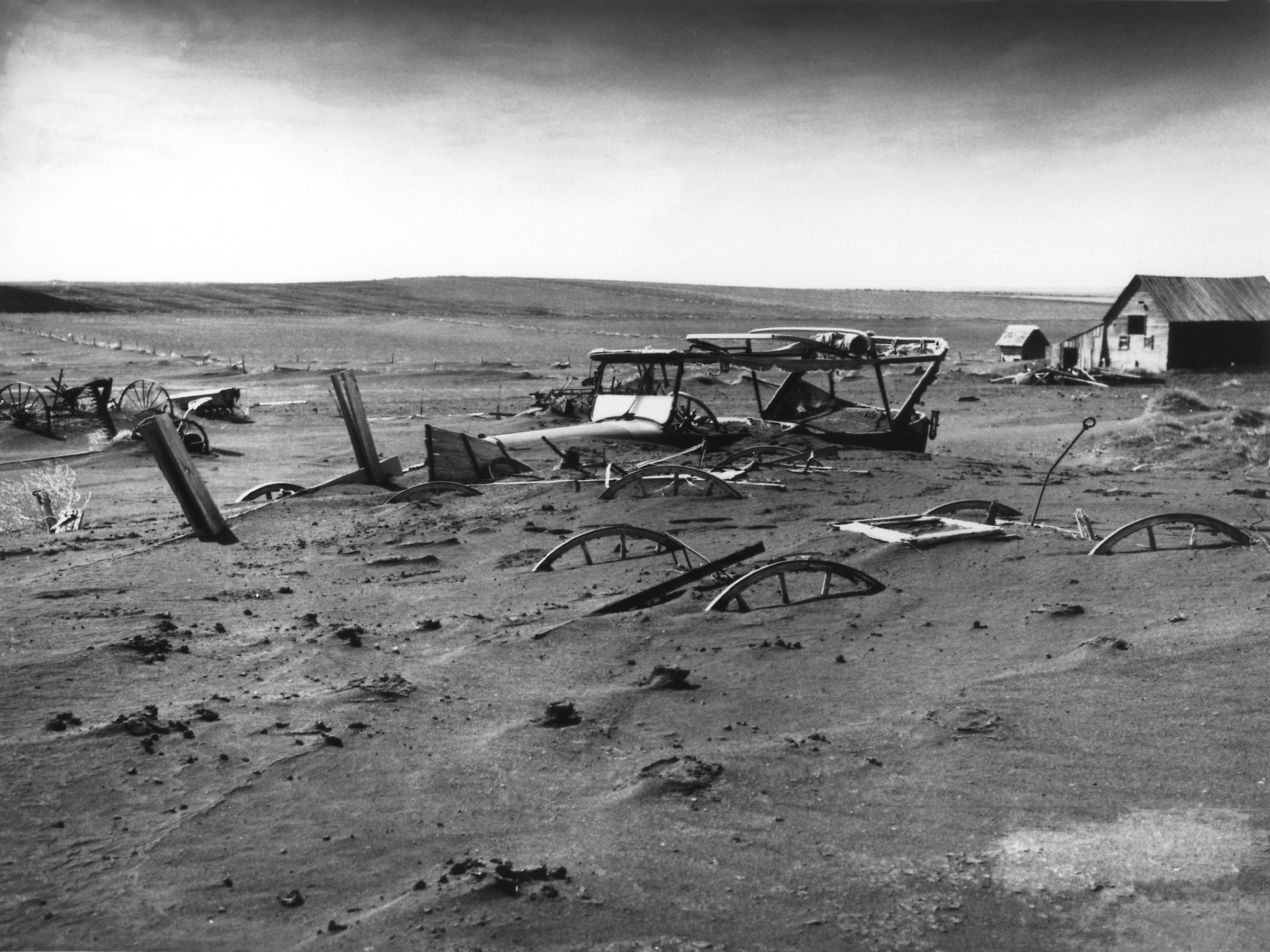
Техніка, похована в оборах; Даллас, (штат Південна Дакота), Травень 1936

У 1935 році багато сімей були змушені залишити свої ферми і поїхати в інші території в пошуках роботи через посуху (яка на той момент вже тривала чотири роки). Умови Пилового казана сприяли втечі людей з Техасу, Оклахоми, і навколишніх Великих рівнин до сусідніх регіонів. Понад 500 000 американців залишилися без даху над головою. Понад 350 будинків мали бути знесені тільки після однієї бурі. Сильна посуха і пилові бурі залишили тисячі бездомних, іпотеки інших закрили банки. У багатьох не було вибору, окрім як покинути свої господарства в пошуках роботи. Зібравши на візок трохи особистих речей, родини прямували на захід у пошуках роботи. Деякі жителі Рівнин, особливо в Канзасі й Оклахомі, захворіли й померли від пилової пневмонії або недоїдання.
Масова втеча від наслідків Пилового казана стала найбільшою короткостроковою міграцією в американській історії. Від 1930 до 1940 близько 3,5 млн осіб виїхали з Рівнинних штатів. Невідомо, скільки з них загалом за цей період переїхало до Каліфорнії. Однак відомо, що за один із відрізків трохи більше року туди мігрувало понад 86 000 чоловік. Ця цифра більша, ніж кількість мігрантів у цей регіон протягом Золотої лихоманки 1849 року. Мігранти полишили ферми в штатах Оклахома, Арканзас, Міссурі, Айова, Небраска, Канзас, Техас, Колорадо і Нью-Мексико, але їх часто називали «Оки», «Арки», або «Техи». такі терміни, як «Оки» і «Арки» стали відомими у 1930-их роках як стандартні позначення для тих, хто втратив усе й під час Великої Депресії постраждав найбільше.
Не всі мігранти вирушили далеко; деякі просто поїхали до найближчого міста або округу. Кількість сімей, які покинули свої ферми й пустились у мандри, була такою великою, що співвідношення між мігрантами і жителями в штатах Великих рівнин було практично один до одного.

### Характеристика мігрантів

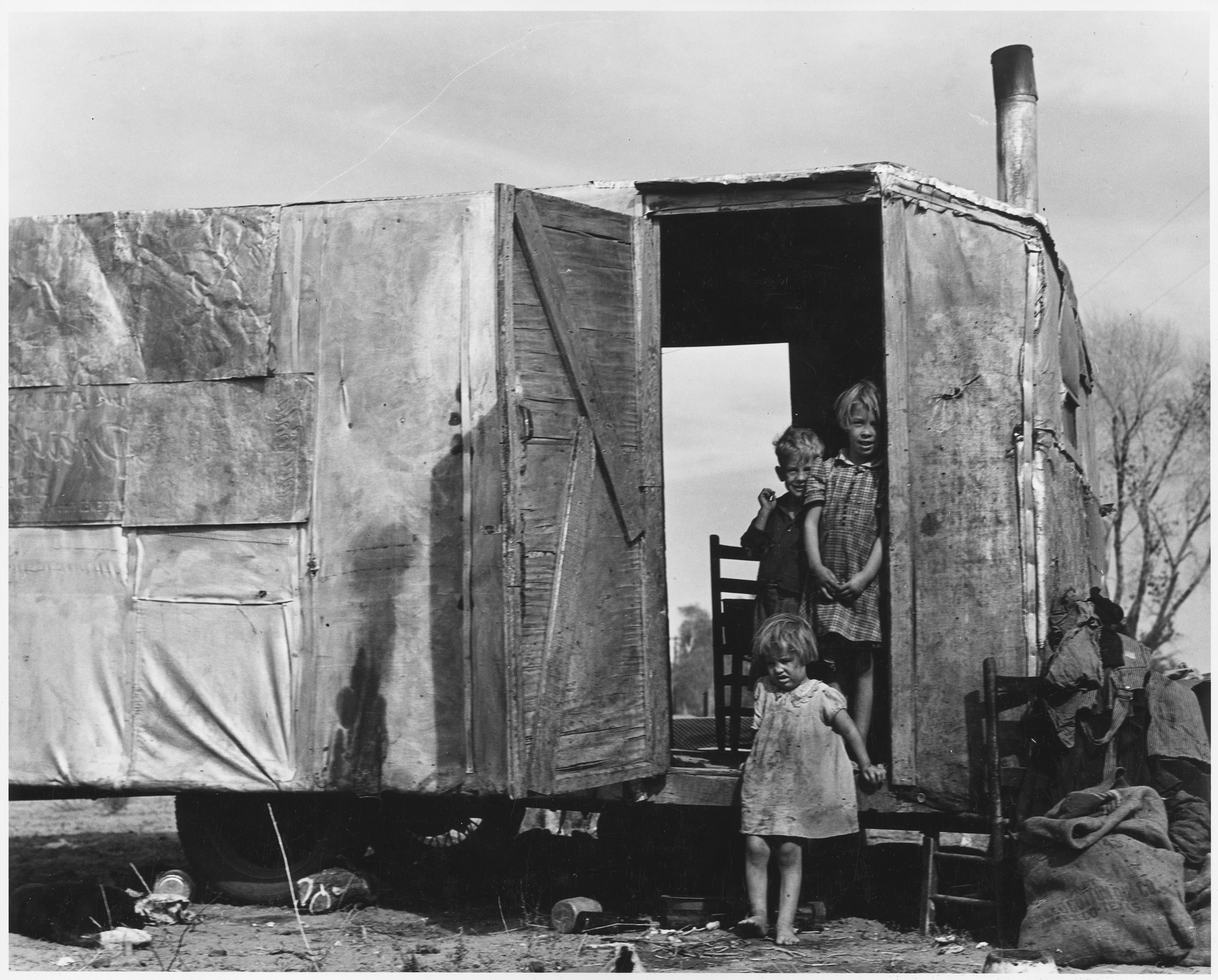
Родина мігрантів з Техасу, яка мешкає в трейлері в бавовняному полі Аризони

Історик Джеймс Н. Грегорі вивчав статистичні дані Бюро перепису населення й інші записи, щоб дізнатися більше про мігрантів. 1939 року Бюро сільськогосподарської економіки провело опитування близько 116000 родин, які прибули до Каліфорнії у 1930-х роках, щодо їхньої зайнятості. З нього Грегорі дізнався, що тільки 43 відсотки прибульців з південних штатів до своєї міграції виконували сільськогосподарські роботи. Майже третина всіх мігрантів були професіоналами або білими комірцями. Тож погана економіка змісила втекти до Каліфорнії не лише селяни; багато викладачів, юристів і власників малого бізнесу переїхало тоді зі своєю родиною. Коли Велика депресія закінчилася, деякі повернулися назад до своїх рідних штатів. Багато хто залишився на новому місті. Приблизно одну восьму частину населення Каліфорнії становлять нащадки Оків.

## Реакція уряду США
Важливим наслідком катастрофи стала більша участь уряду в управлінні земельними ресурсами та охороні ґрунтів. Різні групи застосували багато різних підходів до реагування на катастрофу. Для виявлення областей, що вимагають уваги, такі групи, як Служба зі збереження ґрунтів створювала детальні мапи ґрунтів і фотографувала землю з неба. Такі групи, як Prairie States Forestry Project Лісової служби США саджали дерева на приватних землях, для створення захисних смуг, щоб зменшити ерозію ґрунту. Нарешті, такі групи, як Адміністрація розселення, яка пізніше стала адміністрацією з безпеки ферм, допомагала власникам маленьких ферм переселятися на інші землі, якщо вони жили в сухішій частині Рівнин.
Під час перших 100 днів правління Президента Франкліна Д. Рузвельта в 1933 році, його адміністрація швидко запровадила програму зі збереження ґрунтів і відновлення екологічного балансу нації. Секретар внутрішніх справ Гарольд Л. Ікес у серпні 1933 року заснував Службу з ерозії ґрунтів, яку очолив Х'ю Хеммонд Беннетт. 1935 року її перевели під управління Департаменту сільського господарства і перейменували в Службу охорони ґрунтів. Тепер вона відома як Служба охорони природних ресурсів.
В рамках програми Нового курсу Конгрес прийняв Акт зі збереження ґрунтів і внутрішнього відведення 1936 року, вимагаючи від землевласників, щоб ті ділилися державними субсидіями з працівниками, які працюють на їхніх фермах. Згідно із законом, «виплати продовжились як заходи для контролю за виробництвом і для підтримки доходів, але тепер вони фінансувались за рахунок прямих асигнувань Конгресу і обґрунтовувались як ґрунтозахисні заходи. Закон перевів parity goal з рівності цін на сільськогосподарську сировину і на предмети, що фермери купують, на рівність між доходами населення у фермерських і нефермерських господарствах». Таким чином, parity goal мав відтворити співвідношення купівельної спроможності net income фермерів і нефермерів, яким воно було протягом 1909—1914.

Щоб стабілізувати ціни, уряд заплатив фермерам і замовив на забій понад шість мільйонів свиней. Гроші пішли й на те, щоб м'ясо упакували і роздали бідним і голодним. Була створена Корпорація полегшення федерального профіциту (FSRC) для регулювання перевищень врожаю та інших надлишків. Рузвельт стосовно ААА сказав так:
Дозвольте мені прояснити одну річ, на благо мільйонів містян, які змушені купувати м'ясо. Минулого року країна зазнала безпрецедентної посухи. Якщо б не було державної програми, якщо б старий порядок зберігся в 1933 і 1934 роках, та посуха на полях для випасу і в кукурудзяному поясі вилилася б в marketing of thin cattle, недорослих свиней і загибелі цих тварин на полях та на фермах, і якщо б старий порядок діяв у ті роки, ми б мали набагато більший дефіцит, ніж той, з яким ми стикаємося сьогодні. Наші програми — ми можемо це довести — врятували життя мільйонам голів худоби. Вони ще на полях, а інші мільйони голів сьогодні законсервовані й готові до споживання цією країною."
FSRC направила сільськогосподарську продукцію організаціям з надання допомоги. Яблука, квасоля, консерви, борошно і продукти зі свинини поширювалися через місцеві канали полегшення. Пізніше додались вироби з бавовни, щоб одягнути бідних.
У 1935 році, федеральний уряд сформував Службу полегшення посухи (DRS) для координації діяльності з надання допомоги. DRS купляв велику рогату худобу в округах, які були визначені як райони лиха, за ціною від $14 до $20 за голову. Тварин, визнаних непридатними для споживання людиною, вбивали; на початку програми більш як 50 відсотків були визнані такими у районах лиха. DRS направив худобу, що залишилась, Корпорації полегшення федерального профіциту (FSRC), щоб та розподілила її для харчування сімей по всій країні. Хоча фермерам було важко віддавати свої стада, програма забою худоби допомогла багатьом з них уникнути банкрутства. «Урядова програма купівлі худоби стала благословенням для багатьох фермерів, оскільки вони не могли дозволити собі утримувати свою худобу, а уряд виплачував вищу ціну, ніж вони могли б виторгувати на місцевих ринках».
Президент Рузвельт наказав Громадянському корпусові збереження посадити величезний пояс з більш, ніж 200 мільйонів дерев від Канади до Абіліна (штат Техас), щоб послабити вітер, утримувати воду в ґрунті, і скріпити сам ґрунт. Також адміністрація почала навчати фермерів технік збереження ґрунтів та протиерозійних прийомів, зокрема сівозміни, черезсмужжя, контурної оранки, терасування та інших поліпшень агротехніки. 1937 року федеральний уряд почав агресивну кампанію, щоб заохотити фермерів у Пиловому казані до прийняття методів посіву й оранки, які сприяють збереженню ґрунту. Уряд виплачував неохочим фермерам долар за акр за впровадження нових методів. До 1938 року масові зусилля зі збереження знизили розмір видування ґрунту на 65 %. Восени 1939 року, після майже десятиліття бруду і пилу, посуха закінчилася й регулярні дощі, нарешті, повернулися в регіон. Уряд як і раніше закликав продовжувати використання природоохоронних методів захисту ґрунтів та екології Рівнин.
Після закінчення посухи програми, які були реалізовані за ці важкі часи, допомагали підтримувати добрі стосунки між американськими фермерами і федеральним урядом.

## Довгостроковий економічний ефект
У багатьох регіонах понад 75 % верхнього шару ґрунту здулося до кінця 1930-х років. Деградація земель варіювалася в широких межах. Крім короткострокових економічних наслідків, викликаних ерозією, були й серйозні довгострокові економічні наслідки Пилового казана.
До 1940 року округи, які зазнали найбільших рівнів ерозії мали найбільше зниження цін на землі сільськогосподарського значення. Вартість угідь скоротилася на 28 % в округах з найбільшою ерозією і на 17 % в округах з середнім рівнем, в порівнянні зі зміною вартості землі в округах з низькою ерозією.:3 Навіть у довгостроковій перспективі вартість ділянок землі часто не відновлювалась до рівня, який був до Пилового казана. У зонах сильної ерозії менш як 25 % від вихідних сільськогосподарських втрат повернулись. Економіка налагодилась переважно через велике відносне скорочення чисельності населення в округах з більшою ерозією впродовж 1930-х і аж до 1950-их.:1500
Економічні ефекти зберігалися, зокрема, через відмову фермерів перейти на більш придатні для сильно еродованих ділянок культури. Оскільки обсяги ґрунту скоротились, було б більш продуктивним перехід від посівних культур та пшениці до тварин і сіна. Під час депресії і принаймні до 1950-х років було обмежений відносний відхід сільськогосподарських угідь від діяльності, яка стала менш продуктивною в округах з більшою ерозією.
Нездатність перейти до більш продуктивної сільськогосподарської продукції частково можна пояснити незнанням про користь зміни землекористування. А друге пояснення — це відсутність кредитів, викликана високим рівнем банкрутства банків у рівнинних штатах. Оскільки банки банкрутували в регіоні Пилового казана швидше, ніж в інших регіонах, фермери не могли отримати кредити, необхідні для зміни способу вирощування. Крім того, розмір прибутку від тваринництва або вирощування сіна був усе ще мінімальними, і фермери на початку не мали достатніх підстав для змін.

## Вплив на мистецтво і культуру

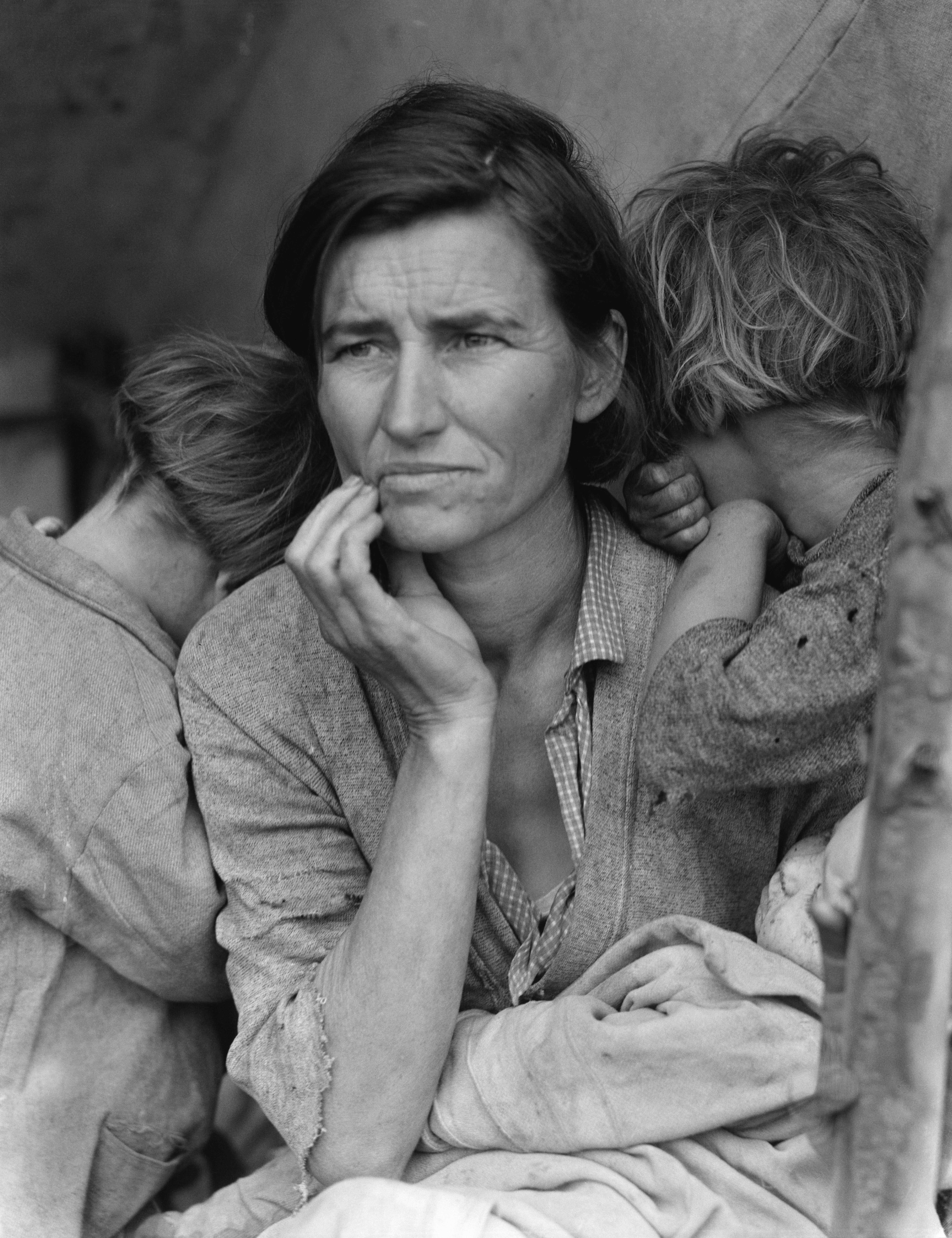
Мати-мігрантка. Florence_Owens_Thompsonзображена на фото Доротеї Ланж.

Кризу документували фотографи, музиканти і автори, багатьох із яких найняв на роботу під час Великої Депресії уряд США. Наприклад, Адміністрація господарчої безпеки найняла численних фотографів документувати кризу. Такі художники як Доротея Ланж мали допомогу у вигляді оплачуваної роботи під час депресії. Вона робила фотографії пилових бур і родин мігрантів, що стали вже класичними. Серед її найвідоміших фотографій Мати-мігрантка, на якій зображена виснажена на вигляд жінка, Флоренс Оуенс Томпсон, яка тримає трьох із семи своїх дітей. Ця картина виразила боротьбу людей, що опинились у Пиловому казані, й підвищила рівень обізнаності в інших частинах країни щодо його масштабів і людських втрат. Десятиліття по тому Томпсон не любила повсюдності фото і обурювався тим, що вона не отримувала ніяких грошей від його показу. Томпсон відчувала, що фото дало їй відчуття себе як «Окі» Пилового казана.
Робота незалежних художників була також під впливом від криз Пилового казана і Великої Депресії. Автор Джон Стейнбек написав «Грона гніву» (1939) про трудящих-мігрантів і фермерські родини, переміщені в результаті пилових бур. Багато зі своїх пісень фолк-співак Вуді Гатрі написав про свій досвід Пилового казана під час Великої Депресії, коли він подорожував з фермерами-втікачами з Оклахоми в Каліфорнію і вивчив їх традиційні фолк- і блюз-пісні. Завдяки цім пісням йому дали прізвисько «Трубадур Пилового казана».
Мігранти також впливали на музичну культуру куди б вони не йшли. Оклахомськими мігрантами, зокрема, були селяни з південного сходу, які принесли свою традиційну кантрі-музику в Каліфорнію. Сьогодні «Бейкерсфілдський саунд» описує суміш, яка склалася після того, як мігранти принесли свою кантрі-музику до міста. Їх нова музика підштовхнула поширення в країні танцювальних залів далеко на південь, аж до Лос-Анджелеса.
Науково-фантастичний фільм 2014 року Інтерстеллар зображує зруйновану Америку 21-го століття, яку знову спустошили пилові бурі (викликані світовим збудником, що зачепив усі посівні культури). Разом з натхненням від кризи 1930-х років режисер Крістофер Нолан показав інтерв'ю з документального фільму 2012 року «Пиловий казан» , щоб окреслити подальші паралелі.